# Kenny Miller (baloncestista)
Kenneth Allen Miller Tolbert (nacido el 27 de diciembre de 1967 (57 años) en Evergreen Park, Illinois)  es un exjugador de baloncesto estadounidense.

## Equipos
- 1988-90 NCAA. Loyola University.
- 1990-91 CBA. Rapid City Thrillers. Juega 10 partidos.
- 1990-91 CBA. Rockford Lightning. Juega tres partidos.
- 1991-92 CBA. Rockford Lightning. Juega 15 partidos.
- 1991-92 CBA. Grand Rapids Hoops. Juega 16 partidos.
- 1991-92 CBA. Albany Patroons. Juega ocho partidos.
- 1992 USBL. Liga de verano. New Jersey Jammers.
- 1992-93 LEGA. ITA. Banco di Sardegna Sassari.
- 1993-94 Liga de Turquía. Fenerbahce Estambul.
- 1994-97 ACB. Unicaja.
- 1997-98 Liga de Turquía. Galatasaray Estambul.
- 1997-98 ACB. Unicaja.
- 1998-99 ACB. Unicaja.
- 1999-00 ACB. CB Gran Canaria.
- 2000-01 ACB. Unicaja. Entra por Manu Gómez.
- 2001-02 ACB. CB Gran Canaria.
- 2002-03 HEBA. GRE. Olympiakos Pireo. Entra en diciembre.
- 2002-03 LEB Oro. CB Tenerife.